# Ophiotholia multispina
Ophiotholia multispina är en ormstjärneart som beskrevs av Jean Baptiste François René Koehler 1904. Ophiotholia multispina ingår i släktet Ophiotholia och familjen knotterormstjärnor. Inga underarter finns listade i Catalogue of Life.